# Only U (sång av Antiloop)
"Only U" är en sång av den svenska trance-duon Antiloop. Det släpptes den 29 maj 2000 av Stockholm Records som den andra singeln från deras andra studioalbum, Fastlane People. Den nådde plats 29 i Sverige.
På samlingsalbumet At The Rebel's Room från 2002, är låten omdöpt till "Only You".

## Låtlista

### CD
| Nr | Titel                                  | Längd |
| -- | -------------------------------------- | ----- |
| 1. | Only U (Radio Version)                 | 3:21  |
| 2. | Only U (Extended Version)              | 5:24  |
| 3. | Only U (JJ's Disco Bomb!)              | 6:06  |
| 4. | Only U (Sa Han Nånting Om Mig, Eller?) | 5:18  |

### 12"
| 1. | Only U (Extended Version) | 3:20 |
| 2. | Only U (JJ's Disco Bomb!) | 5:51 |

| 3. | Only U (Sa Han Nånting Om Mig, Eller?) | 5:46 |
| 4. | Only U (Axwell Remix)                  | 5:17 |

## Topplistor
| Årslista                    | Topplacering |
| --------------------------- | ------------ |
| Sverige (Sverigetopplistan) | 29           |